# Oleśno
Oleśno (deutsch Preußisch Königsdorf) ist ein Dorf in der Landgemeinde Gronowo Elbląskie (Grunau) im Powiat Elbląski (Elbing) der Woiwodschaft Ermland-Masuren im Norden Polens. Der Ort hat etwa 200 Einwohner.

## Lage
Oleśno liegt etwa zwei Kilometer südwestlich von Gronowo Elbląskie, acht Kilometer westlich von Elbląg und 87 Kilometer westlich der Landeshauptstadt Olsztyn. Nordwestlich des Ortes verläuft die Bahnstrecke Malbork–Braniewo, der nächste Bahnhof befindet sich in Gronowo Elbląskie.

## Geschichte
Der Name des Ortes variierte, andere Namensformen waren Preuschkonigisdorff, Neukonigsdorff, Nowe Konigisdorff und Preußisch Königsdorff. Von 1772 bis 1919 gehörte der Ort zu Westpreußen, 1920–1939 war das Gebiet Teil von Ostpreußen.
In den Jahren 1975–1998 gehörte der Ort administrativ zur Woiwodschaft Elbląg. Seither gehört er zur Gmina Gronowo Elbląskie (Grunau) im Powiat Elbląski (Kreis Elbing).